# La Deuxième Tache
La Deuxième Tache, aussi traduite par La Seconde Tache (The Adventure of the Second Stain en version originale), est l'une des cinquante-six nouvelles d'Arthur Conan Doyle mettant en scène le détective Sherlock Holmes. Elle est parue pour la première fois dans la revue britannique Strand Magazine en décembre 1904, avant d'être regroupée avec d'autres nouvelles dans le recueil Le Retour de Sherlock Holmes (The Return of Sherlock Holmes).

## Résumé

### Mystère initial

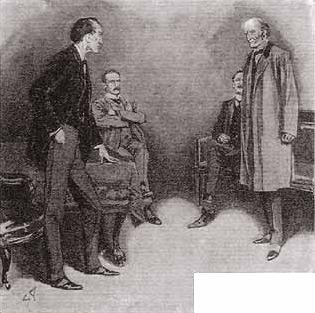
Holmes et Watson face à lord Bellinger et Trelawney Hope (illustration de Sidney Paget).

Un matin, Sherlock Holmes reçoit à Baker Street lord Bellinger et Trelawney Hope, le premier étant Premier ministre de Grande-Bretagne, et le second secrétaire aux Affaires européennes. Les deux hommes viennent faire appel aux talents de Holmes pour résoudre une affaire d'État de grande importance. Trelawney Hope avait reçu six jours auparavant une lettre d'un potentat étranger, dont le contenu devait rester purement confidentiel, sa publication pouvant entraîner d'importantes tensions politiques, voire une guerre. Or, la veille au soir, cette lettre lui a été volée alors qu'elle se trouvait dans un coffre fermé à clé dans sa chambre. Holmes doit retrouver la lettre avant qu'elle ne soit rendue publique.

### Résolution
Selon le témoignage de Trelawney Hope, la lettre n'a pu être volée qu'entre 19 h30 (heure à laquelle Hope a quitté sa chambre pour aller dîner) et 23 h30 (heure à laquelle sa femme Hilda est revenue du théâtre et où le couple est revenu dans la chambre). Hope affirme que ses domestiques sont parfaitement dignes de confiance, et ne connaissaient pas l'existence de cette lettre, tout comme sa femme Hilda. L'existence de la lettre n'a été révélée qu'au sein d'un conseil des ministres.
Holmes pense que ce type de crime audacieux et d'ordre politique ne peut être que l'œuvre de l'un des trois hommes de Londres capables de cela, dont un dénommé Eduardo Lucas. Or, dans le journal du matin, Watson remarque qu'Eduardo Lucas a été assassiné pendant la nuit à son domicile. Il semble évident pour Holmes que le meurtre de Lucas et la disparition du précieux document sont liés. Avant de se rendre chez Lucas, Holmes reçoit la visite de lady Hilda Hope, la femme de Trelawney Hope. Celle-ci s'inquiète de la panique de son mari et demande à Holmes de lui révéler la nature de la lettre disparue, ce que le détective refuse. Lady Hope n'insiste pas.

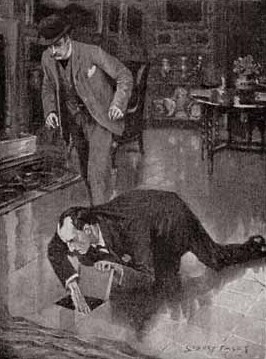
Holmes, découvrant une cachette sous le tapis.

Pendant trois jours, Holmes travaille intensivement sur cette affaire mais ne trouve rien. Le quatrième jour, la police française découvre qu'Eduardo Lucas utilisait une double identité et se faisait passer en France pour un certain Henri Fournaye. Sous cette identité, il était marié à une femme créole impulsive. Cette dernière a été vue à Londres le soir du crime, en train de guetter devant la fenêtre de l'appartement de son mari. Le même jour, l'inspecteur Lestrade se rend à Baker Street et informe Holmes d'une étrangeté sur la scène de crime dans l'appartement de Lucas. En effet, son corps avait été retrouvé sur un tapis où une grosse tache de sang s'était formée. Or, en soulevant le tapis, les enquêteurs ont remarqué que la tache sur le parquet, qui aurait dû se trouver exactement en dessous de la tache du tapis, se trouvait décalée par rapport à la première. Holmes comprend immédiatement que le tapis a été récemment déplacé par rapport à sa position initiale le soir du crime. En inspectant les lattes du plancher sous le tapis, Holmes découvre une cachette secrète qui contenait probablement la lettre volée mais qui est désormais vide. Le détective, par le biais de Lestrade, fait venir l'agent de police chargé de surveiller le lieu du crime, et parvient à lui faire avouer que la veille au soir, une femme égarée s'est présentée à l'appartement et, après avoir découvert par hasard qu'il s'agissait de l'appartement de Lucas, a demandé à accéder à la salle du crime par curiosité, ce que l'agent a accepté. Prise d'un malaise à la vue du sang, la femme s'est évanouie, et l'agent s'est absenté pour lui trouver du cognac. À son retour, la femme était partie. Holmes montre alors à l'agent une photo de lady Hope, et l'agent reconnait la femme de la veille.
Holmes se rend chez Hilda Hope, et celle-ci finit par avouer qu'elle possède la lettre volée à son mari, qu'elle a récupérée la veille sous le tapis d'Eduardo Lucas. Hilda Hope explique alors à Holmes toute l'affaire. Eduardo Lucas était en possession d'une lettre d'amour écrite par Hilda Hope à un autre homme que Trelawney Hope avant son mariage avec ce dernier. Lucas a alors fait du chantage à Hilda Hope : celle-ci devait lui remettre la fameuse lettre enfermée dans le coffre de son mari, en échange de quoi la lettre compromettante pour lady Hope ne serait pas divulguée. La femme du secrétaire aux Affaires européennes a alors agi comme lui demandait le maître-chanteur, en faisant croire à son mari qu'elle était au théâtre pour accéder à sa chambre et subtiliser la lettre (dont elle ignorait le contenu) pour la remettre à Eduardo Lucas chez lui. Or, après que celui-ci eut mis la lettre dans la cachette sous son tapis, la femme créole de Lucas a surgi dans l'appartement : Mme Fournaye venait de découvrir la seconde vie de son mari à Londres, et l'avait espionné toute la journée lorsque Hilda Hope était entrée chez lui. Croyant qu'il s'agissait d'une maîtresse de son mari, Mme Fournaye s'était jetée sur son mari pour le tuer, et Hilda Hope s'était enfuie. C'est seulement quelques jours plus tard qu'elle est venue récupérer la lettre volée dans la cachette sous le tapis. Holmes, compatissant envers Lady Hope, décide de remettre la lettre dans le coffre de Trelawney Hope. Lorsque ce dernier est de retour chez lui, le détective lui affirme que tout le pousse à croire que la lettre n'est jamais sortie de son coffre. Peu crédule, le secrétaire aux Affaires européennes vérifie, et est autant étonné qu'émerveillé de voir ses craintes finalement apaisées de manière si inattendue pour lui.

## Adaptations

### Cinéma
Dans l'ouvrage intitulé Sherlock Holmes Cyclopædia, Volume 1, Howard Ostrom référence une adaptation filmée de la nouvelle sortie au Royaume-Uni en 1932 sous le titre The Second Stain. Le film aurait été diffusé à seulement quatre reprises au Phoenix Theatre de Londres le vendredi 2 décembre 1932, puis les samedi, lundi et mardi suivants. Cette adaptation aurait été réalisée avec la permission de Lady Conan Doyle, veuve d'Arthur Conan Doyle, et aurait été fidèle à l'intrigue d'origine. Sherlock Holmes aurait été joué par un dénommé Oliver R. Moffatt, membre de la Burnley Amateur Ciné Society. Le conditionnel s'impose vis-à-vis de cette adaptation, la seule trace de son existence étant un article de journal paru au Royaume-Uni à cette époque.

### Télévision
En 1951, la nouvelle est adaptée dans la série Sherlock Holmes réalisée par la BBC. Alan Wheatley y incarne Sherlock Holmes. Tous les épisodes de cette série ont été perdus. 
En 1968, la nouvelle est de nouveau adaptée par la BBC dans la série Sherlock Holmes démarrée en 1964, avec cette fois-ci Peter Cushing dans le rôle du détective. Cet épisode est également perdu. 
La nouvelle connaît une troisième adaptation télévisée en 1986 dans la série Sherlock Holmes avec Jeremy Brett dans le rôle du détective. Cet épisode est le 17e de la série. 
Toujours en 1986, la nouvelle est également adaptée en Union soviétique dans le téléfilm Le XXe siècle commence qui constitue la dernière partie de la série intitulée Les Aventures de Sherlock Holmes et du docteur Watson.

## Livre audio
- Arthur Conan Doyle, La seconde tache [« The Adventure of the Second Stain »], Paris, La Compagnie du Savoir, coll. « Les enquêtes de Sherlock Holmes », 2011 (BNF 42478271)Narrateur : Cyril Deguillen ; support : 1 disque compact audio ; durée : 1 h 6 min environ ; référence éditeur : La Compagnie du Savoir CDS097. Le nom du traducteur n'est pas indiqué. Le livre audio et sa notice BnF utilisent par erreur le mot « tâche » (task, en anglais) au lieu de « tache » (stain, en anglais).